# Temporada da Stock Car Brasil de 1990
O Campeonato Stock Car de 1990 foi a 12ª edição promovida pela Confederação Brasileira de Automobilismo (CBA) da principal categoria do automobilismo brasileiro.
O vencedor foi o piloto Ingo Hoffmann.
Contexto histórico
Foi criada em 1977 para ser uma alternativa à extinta Divisão 1 (D1), que corria com as marcas Chevrolet (Opala) e Ford (Maverick). Isso ocorreu pelo desinteresse do público e dos patrocinadores por se tornar uma categoria monomarca, dada a superioridade dos modelos Chevrolet. Para que isso não ocorresse, a General Motors criou uma nova categoria, que unia desempenho e sofisticação. O nome foi um golpe de mestre, pois além de emular o nome da famosa categoria americana, a NASCAR, desviava a atenção da marca única.
A primeira prova ocorreu em 22 de abril de 1979, no Autódromo de Tarumã, no Rio Grande do Sul. A criação da categoria foi a melhor resposta a um antigo anseio de uma comunidade apaixonada por carros de corrida, ou seja, uma categoria de Turismo que unisse desempenho e sofisticação.
Regulamento
O regulamento foi criado para limitar os custos, procurando equilíbrio, sem comprometer as performances dignas das competições internacionais.

## Equipes e pilotos
| Equipe                                 | Construtor | Carro           | Pneu | N.° | Nome do piloto         | Rodada    |
| -------------------------------------- | ---------- | --------------- | ---- | --- | ---------------------- | --------- |
| Scuderia Giombelli                     | Chevrolet  | Opala Protótipo | C    | 65  | Marcelo Tedesco        | Todas     |
| Scuderia Giombelli                     | Chevrolet  | Opala Protótipo | C    | 40  | Fabiano Brito          | Todas     |
| Castrol Racing                         | Chevrolet  | Opala Protótipo | M    | 49  | Ingo Hoffmann          | Todas     |
| Castrol Racing                         | Chevrolet  | Opala Protótipo | M    | 54  | Pierre Ventura         | 1-8       |
| Equipe HGO Coca-Cola Brasil/Polwax     | Chevrolet  | Opala Protótipo | C    | 72  | Ricardo Etchenique     | Todas     |
| Móveis Pastore Racing                  | Chevrolet  | Opala Protótipo | P    | 62  | Carlos Alves           | Todas     |
| Móveis Pastore Racing                  | Chevrolet  | Opala Protótipo | P    | 93  | Diumar Bueno           | 1-8       |
| Giaffone Motorsport                    | Chevrolet  | Opala Protótipo | B    | 14  | Adalberto Jardim       | Todas     |
| Giaffone Motorsport                    | Chevrolet  | Opala Protótipo | B    | 50  | Renato Braga           | 1-4       |
| Unimed Racing                          | Chevrolet  | Opala Protótipo | M    | 46  | Paulo Gomes            | Todas     |
| Unimed Racing                          | Chevrolet  | Opala Protótipo | M    | 32  | Fernando Amorim        | 1-4       |
| Só Eixos/Carretas FG Racing            | Chevrolet  | Opala Protótipo | P    | 59  | Fábio Sotto Mayor      | Todas     |
| Só Eixos/Carretas FG Racing            | Chevrolet  | Opala Protótipo | P    | 71  | Ricardo Brites         | Todas     |
| Equipe Havoline-Texaco                 | Chevrolet  | Opala Protótipo | P    | 31  | Chico Serra            | Todas     |
| Equipe Havoline-Texaco                 | Chevrolet  | Opala Protótipo | P    | 63  | Rafael Seibel          | Todas     |
| Lasco/Diário Popular/Ney Autoshop      | Chevrolet  | Opala Protótipo | C    | 57  | Vignaldo Fizio         | Todas     |
| Lasco/Diário Popular/Ney Autoshop      | Chevrolet  | Opala Protótipo | C    | 28  | Beto Cavaleiro         | Todas     |
| Ashford Motorsports                    | Chevrolet  | Opala Protótipo | C    | 41  | Paulo Yamamoto         | 9-10      |
| Ashford Motorsports                    | Chevrolet  | Opala Protótipo | C    | 26  | Fábio Tokunaga         | 1-4       |
| Benson & Hedges Team                   | Chevrolet  | Opala Protótipo | C    | 38  | José Cangueiro         | 1-4       |
| Benson & Hedges Team                   | Chevrolet  | Opala Protótipo | C    | 9   | Fabrício Fleury        | 7-8       |
| Chesterfield Racing                    | Chevrolet  | Opala Protótipo | M    | 44  | Gene Fireball          | 9-10      |
| Chesterfield Racing                    | Chevrolet  | Opala Protótipo | M    | 15  | Rogério Cruzeiro       | 1-4       |
| Blindex Team                           | Chevrolet  | Opala Protótipo | C    | 75  | Fabiano Sperafico      | Todas     |
| Blindex Team                           | Chevrolet  | Opala Protótipo | C    | 4   | Ricardo Oliveira       | 1-2       |
| Equipe Clubber                         | Chevrolet  | Opala Protótipo | C    | 92  | José Bel Camilo        | Todas     |
| Equipe Clubber                         | Chevrolet  | Opala Protótipo | C    | 96  | André Jacob            | 1-4       |
| Vidros Rosa Competições                | Chevrolet  | Opala Protótipo | C    | 69  | Jorge Fleck            | Todas     |
| Dimep                                  | Chevrolet  | Opala Protótipo | C    | 33  | Pedro Muffato          | Todas     |
| Dimep                                  | Chevrolet  | Opala Protótipo | C    | 45  | Sidney Campos          | 1-2 e 7-8 |
| Sinzano/Valvoline Team                 | Chevrolet  | Opala Protótipo | C    | 87  | Mário Covas Neto       | Todas     |
| Sinzano/Valvoline Team                 | Chevrolet  | Opala Protótipo | C    | 17  | Ivan Salgado           | 1-4       |
| Radiadores Nardinho/Paduano/TBS        | Chevrolet  | Opala Protótipo | P    | 70  | Antonio Jorge Neto     | Todas     |
| Radiadores Nardinho/Paduano/TBS        | Chevrolet  | Opala Protótipo | P    | 80  | Guilherme Plaza        | 9-10      |
| Consórcio Nacional/Libercon Grand Prix | Chevrolet  | Opala Protótipo | B    | 21  | Luiz Carlos Lanzoni    | Todas     |
| Consórcio Nacional/Libercon Grand Prix | Chevrolet  | Opala Protótipo | B    | 85  | Guilherme de Paula     | 1-4       |
| AMV Veículos                           | Chevrolet  | Opala Protótipo | M    | 3   | Luiz Carlos Zappellini | Todas     |
| Equipe Oetker                          | Chevrolet  | Opala Protótipo | P    | 89  | Sandro Tannuri         | Todas     |
| Consórcio Garibaldo Motorsport         | Chevrolet  | Opala Protótipo | G    | 56  | Djalma Fogaça          | Todas     |

## Calendário e resultados

### Etapas
Campeonato começou em agosto por decorrência do Plano Collor.
| #  | Circuito             | Data           | Pole Position     | Volta mais rápida | Piloto Vencedor   | Equipe Vencedora            |
| -- | -------------------- | -------------- | ----------------- | ----------------- | ----------------- | --------------------------- |
| 1  | GP de Viamão         | 5 de agosto    | Jorge Fleck       | Djalma Fogaça     | Paulo Gomes       | Unimed Racing               |
| 2  | GP de Guaporé        | 12 de agosto   | Ingo Hoffmann     | Fabiano Sperafico | Adalberto Jardim  | Giaffone Motorsport         |
| 3  | GP de Brasília       | 2 de setembro  | Jorge Fleck       | Chico Serra       | Chico Serra       | Equipe Havoline-Texaco      |
| 4  | GP de Goiânia        | 30 de setembro | Fábio Sotto Mayor | Ingo Hoffmann     | Fábio Sotto Mayor | Só Eixos/Carretas FG Racing |
| 5  | GP de Cascavel       | 14 de outubro  | Ingo Hoffmann     | Carlos Alves      | Ingo Hoffmann     | Castrol Racing              |
| 6  | GP de Curitiba       | 28 de outubro  | Fábio Sotto Mayor | Paulo Gomes       | Adalberto Jardim  | Giaffone Motorsport         |
| 7  | GP de Minas Gerais   | 11 de novembro | Fábio Sotto Mayor | Ingo Hoffmann     | Fábio Sotto Mayor | Só Eixos/Carretas FG Racing |
| 8  | GP do Rio de Janeiro | 25 de novembro | Ingo Hoffmann     | Fábio Sotto Mayor | Chico Serra       | Equipe Havoline-Texaco      |
| 9  | GP de São Paulo      | 2 de dezembro  | Pedro Muffato     | Adalberto Jardim  | Paulo Gomes       | Unimed Racing               |
| 10 | GP de Interlagos     | 9 de dezembro  | Ingo Hoffmann     | Ingo Hoffmann     | Ingo Hoffmann     | Castrol Racing              |

## Classificação

### Campeonato de pilotos
| Pos | Piloto                 | VIA | GUA | BRA | GOI | CAS | CTB | MGS | RJO | SPO | INT | Pts |
| --- | ---------------------- | --- | --- | --- | --- | --- | --- | --- | --- | --- | --- | --- |
| 1   | Ingo Hoffmann          | 2   | Ret | 8   | 5   | 1   | 8   | 4   | 10  | 8   | 1   | 139 |
| 2   | Chico Serra            | 28  | 25† | 1   | 2   | Ret | Ret | 7   | 1   | 9   | 7   | 136 |
| 3   | Carlos Alves           | 8   | Ret | 21  | 12  | 22  | 11  | 6   | 2   | 3   | Ret | 123 |
| 4   | Paulo Gomes            | 1   | 2   | 13  | 7   | 8   | 5   | 11  | 8   | 1   | 13  | 108 |
| 5   | Fábio Sotto Mayor      | 5   | 6   | 4   | 1   | 6   | 4   | 1   | 7   | 4   | 5   | 72  |
| 6   | Adalberto Jardim       | 4   | 1   | 2   | DNS | 9   | 1   | 2   | 3   | 20  | 15  | 53  |
| 7   | Marcelo Tedesco        | 6   | 22† | 3   | Ret | 5   | 2   | 3   | 5   | 6   | Ret | 38  |
| 8   | Ricardo Etchenique     | 3   | 9   | 7   | 4   | 3   | 3   | 5   | 6   | 5   | 4   | 35  |
| 9   | Djalma Fogaça          | 13  | 8   | 6   | 6   | 2   | 18  | 8   | 4   | 2   | 6   | 33  |
| 10  | Sandro Tannuri         | 12  | 5   | 5   | 3   | 18  | 10  | 16  | 14  | 13  | 14  | 23  |
| 11  | Luiz Carlos Zappellini | 7   | 23† | 14  | Ret | 10  | 9   | 24  | 13  | 10  | 3   | 21  |
| 12  | Luiz Carlos Lanzoni    | 27  | 7   | 11  | 8   | NC  | 12  | 14  | 21  | Ret | DNS | 19  |
| 13  | Gene Fireball          |     |     |     |     |     |     |     |     | 11  | 16  | 19  |
| 14  | Fabiano Sperafico      | 29† | 10  | 20  | 14  | 12  | 7   | 9   | 11  | 7   | 2   | 17  |
| 15  | Mário Covas Neto       | 10  | 3   | 19  | 13  | 7   | 6   | 13  | Ret | 19† | 10  | 17  |
| 16  | José Bel Camilo        | 19  | 12  | 9   | 9   | 4   | Ret | 12  | 9   | 18  | 8   | 16  |
| 17  | Jorge Fleck            | Ret | 13  | 10  | 16  | 13  | 14  | 10  | 12  | 14  | 11  | 11  |
| 18  | Pedro Muffato          | Ret | DNS | NC  | 15  | 21  | 16  | 23  | 17  | 15  | 9   | 10  |
| 19  | Antonio Jorge Neto     | 15  | Ret | 12  | 21  | 20  | 15  | 17  | 23  | 17  | Ret | 7   |
| 20  | Vignaldo Fizio         | 18  | 14  | 22  | Ret | 16  | 13  | 25  | 18  | 12  | 12  | 6   |
| 21  | José Cangueiro         | 9   | 4   | Ret | 17  |     |     |     |     |     |     | 5   |
| 22  | Fabiano Brito          | 14  | 21  | 18  | 10  | 19  | Ret | 19  | 19  | Ret | Ret | 3   |
| 23  | Diumar Bueno           | 22  | DNS | 16  | Ret | 17  | Ret | Ret | DNS |     |     | 3   |
| 24  | Pierre Ventura         | 11  | Ret | Ret | Ret | 11  | Ret | 18  | 16  |     |     | 2   |
| 25  | Renato Braga           | Ret | DNS | 15  | 11  |     |     |     |     |     |     | 2   |
| 26  | Fernando Amorim        | 16  | 11  | 25  | DNS |     |     |     |     |     |     | 2   |
| 27  | Rafael Seibel          | 25  | 19  | NC  | 19  | 14  | 19  | 21  | 22  | Ret | DNS | 2   |
| 28  | Fabrício Fleury        |     |     |     |     |     |     | 15  | 15  |     |     | 2   |
| 29  | Ricardo Brites         | 20  | 24† | 27  | 22  | 15  | Ret | 22  | 25† | 22  | 17  | 1   |
| 30  | Beto Cavaleiro         | 26† | 15  | 23  | 23  | Ret | 17  | Ret | 24  | 21  | Ret | 1   |
| 31  | Paulo Yamamoto         |     |     |     |     |     |     |     |     | 16  | DNS | 0   |
| 32  | Fábio Tokunaga         | 17  | 16  | 26  | 18  |     |     |     |     |     |     | 0   |
| 33  | André Jacob            | 24  | 17  | Ret | DNS |     |     |     |     |     |     | 0   |
| 34  | Rogério Cruzeiro       | 30† | DNS | 17  | Ret |     |     |     |     |     |     | 0   |
| 35  | Ricardo Oliveira       | 21  | 18  |     |     |     |     |     |     |     |     | 0   |
| 36  | Guilherme Plaza        |     |     |     |     |     |     |     |     | Ret | 18† | 0   |
| 37  | Ivan Salgado           | 23  | 20  | 28  | 20  |     |     |     |     |     |     | 0   |
| 38  | Sidney Campos          | Ret | DNS |     |     |     |     | 20  | 20  |     |     | 0   |
| 39  | Guilherme de Paula     | Ret | DNS | 24  | Ret |     |     |     |     |     |     | 0   |
| Pos | Piloto                 | VIA | GUA | BRA | GOI | CAS | CTB | MGS | RJO | SPO | INT | Pts |

| Cor      | Resultado            |
| -------- | -------------------- |
| Ouro     | Vencedor             |
| Prata    | 2º lugar             |
| Bronze   | 3º lugar             |
| Verde    | Terminou, nos pontos |
| Azul     | Terminou, sem pontos |
| Púrpura  | Retirou-se (Ret)     |
| Vermelho | Não qualificado (NQ) |
| Preto    | Desqualificado (DSQ) |
| Branco   | Não largou (NL)      |
| Sem cor  | Não participou (NP)  |
| Sem cor  | Lesionado (Les)      |
| Sem cor  | Excluído (EX)        |